# Elli Pihlaja
Elli Esteri Pihlaja, född Paavola 19 februari 1906 i Töysä, död 10 februari 1985 i Stockholm, var en finländsk operasångerska (sopran) och skådespelare.
Pihlaja var dotter till en bonde i Töysä och började studera odontologi vid Helsingfors universitet. Åren 1926–1933 verkade hon som kemist vid statens laboratorium för jordbrukskemikalier. Pihlaja studerade sång i Berlin och Wien och gav sin första konsert 1934. Hon verkade vid Helsingfors arbetarteater 1935–1936 och därefter vid Finlands nationalopera 1936–1956. Hon uppträdde även bland annat i Stockholm, Oslo, Reykjavik, Sankt Petersburg och Moskva. Under 1940-talet medverkade hon i diverse filmer. Åren 1938 och 1942 gjorde Pihlaja fyra skivinspelningar, bland annat tillsammans med Annikki Arni.
Åren 1931–1946 var Pihlaja gift med skådespelaren Rafael Pihlaja och från 1952 med svensken Einar Engström. 1953 tilldelades hon Pro Finlandia-medaljen.